# James Pankow
Jimmy Carter Pankow (20 de agosto de 1947) é um trombonista americano, integrante e um dos fundadores da banda Chicago.

## Biografia
Pankow se mudou com sua família para Park Ridge, Illinois, quando ele tinha 8 anos de idade. Foi então que James começou a se interessar pelo Trombone na St. Paul of the Cross Elementary School. Um de nove filhos, Jimmy foi influenciado por seu pai, Wayne (que também é músico), e por seu instrutor de banda da Notre Dame High School, o padre George Wiskirchen. Jimmy Pankow estudou vários estilos musicais na Quincy College, onde estudou e se especializou em trombone. Depois de um ano de descanso, voltou para casa onde começou a fazer vocais em uma banda local. Depois disso, se transferiu para DePaul University.
Na DePaul, James conheceu Walter Parazaider, que o recrutou para uma banda chamada The Big Thing - que depois veio a ser tornar Chicago. Jimmy foi membro da banda desde sua fundação.
Além de tocar trombone, foi compositor de várias músicas como "Make Me Smile", "Colour My World", "Just You 'N' Me", "(I've Been) Searchin' So Long", "Old Days", "Alive Again", "Bad Advice", "Follow Me", e (em conjunto com Peter Cetera) "Feelin' Stronger Every Day". Também compoz vários arranjos da banda, se tornando um dos maiores responsáveis pela musicalidade da banda.
Foi casado duas vezes, com Karen por 20 anos e terminado em 1993 e com Jeannie até o presente, com quem tem dois filhos. Entre os dois casamentos, teve um total de 4 filhos. Jimmy Pankow é irmão do actor John Pankow, mais conhecido por seu papel como Ira Buchman na série Mad About You.